# Le Maréchal-ferrant
Pour l'artisan, voir Maréchal-ferrant.
Pour plus de détails, voir Fiche technique et Distribution.
Le Maréchal Ferrant  est un court métrage documentaire français réalisé par Georges Rouquier, sorti en 1976
.

## Synopsis
Dans ce film, Georges Rouquier décrit l'activité du maréchal-ferrant dans la multiplicité de ses aspects. Mais le cinéaste ne limite pas son propos à une pure description technique, il n'oublie pas l'homme ni son environnement familial et villageois, ni l'histoire où s'est inscrite à un moment donné sa vie.  Le réalisateur filme Marcel Laforge, maréchal-ferrant installé dans un petit village des Charentes, Garrat.
Tourné en une semaine, le film est une reconstruction ; tout y a été mis en scène à partir de fragments de réalités multiples. 
Ce court-métrage s'articule autour de trois thèmes, parfois confrontés, mais souvent confondus : l'homme, l'histoire et le métier.

## Fiche technique
- Titre : Le Maréchal Ferrant
- Réalisation : Georges Rouquier
- Pays d'origine :  France
- Format : couleur
- Durée : 29 minutes
- Genre : documentaire

## Distinctions
- Georges Rouquier obtient en 1977 le César du meilleur court-métrage documentaire pour Le Maréchal Ferrant.